# Supsa
Supsa (gruzínsky სუფსა) je řeka v Gruzii, kraj (Gurie). Je dlouhá 117 km.

## Průběh toku
Pramení na jihozápadě Gruzie v nadmořské výšce 2800 m na Malém Kavkazu, a to severovýchodním svahu nejvyššího vrcholu Meschetského hřbetu Mepisckaro. Ústí do Černého moře u města Supsa.